# Pojjákné Vásárhelyi Judit
Pojjákné Vásárhelyi Judit (Budapest, 1950. február 25. –) irodalomtörténész, egyetemi oktató.

## Élete
1973-ban az Eötvös Loránd Tudományegyetemen magyar-latin szakos tanári diplomát szerzett. 1973. szeptember 1-től az Országos Széchényi Könyvtár munkatársa. 1974. január 1-től a Régi Magyarországi Nyomtatványok Bibliográfiai Szerkesztőségébe (ma: Könyv- és Művelődéstörténeti Kutatások Osztálya) került, ahol 1989-től osztályvezető lett.
Szenci Molnár Albert utolsó évei címmel írta disszertációját, és 1976-ban az ELTE-n doktori címet szerzett. 1981-ben védte meg Eszmei áramlatok és politika Szenci Molnár Albert életművében című kandidátusi értekezését. 2005-ben A Vizsolyi biblia kiadásai a XVII. század első felében című akadémiai értekezésével az MTA doktora lett. 2013. szeptember 1-től a Pázmány Péter Katolikus Egyetem Irodalomtudományi Doktori Iskolájának egyetemi oktatója.
Kutatási területe a 16–17. századi magyar irodalom- és művelődéstörténet, könyvtörténet és retrospektív bibliográfia.

## Elismerései
- 2008 Széchényi Ferenc-díj

## Művei
- 1991 Johann Joachim von Rusdorf válogatott levelei. Szeged.